# Torneo di Wimbledon 2013
Il Torneo di Wimbledon 2013 è stata la 127ª edizione dei Championships, torneo di tennis giocato sull'erba e terza prova stagionale dello Slam per il 2013; si è disputato tra il 24 giugno e il 7 luglio 2013 sui diciannove campi dell'All England Lawn Tennis and Croquet Club, comprendendo per la categoria Seniors i tornei di singolare maschile e femminile, e di doppio maschile, femminile e misto. I campioni in carica dei singolari maschile e femminile erano rispettivamente Roger Federer e Serena Williams.

## Sommario
Nel singolare maschile si è imposto il britannico Andy Murray, testa di serie n.2 del torneo. Al primo turno sconfigge il tedesco Benjamin Becker per 6-4 6-3 6-3, al secondo il taiwanese Lu Yen-hsun per 6-3 6-3 7-5, al terzo lo spagnolo Tommy Robredo per 6-2 6-4 7-5, prima di battere al quarto turno il russo Michail Južnyj con il punteggio di 6-4 7–6(5) 6-1.
Nei quarti si trova ad affrontare una dura battaglia contro lo spagnolo Fernando Verdasco che supera in cinque set, 4-6 3-6 6-1 6-4 7-5. Nella semifinale prevale sul polacco Jerzy Janowicz per 6(2)–7 6-4 6-4 6-3. In finale trionfa sul serbo e testa di serie n.1 Novak Đoković in tre set con il punteggio 6-4 7-5 6-4.
Nel singolare femminile vince a sorpresa la francese Marion Bartoli testa di serie n.15. Al primo turno batte l'ucraina Elina Svitolina con il punteggio di 6-3 7-5, supera per 7-5 6-4 la statunitense Christina McHale al turno successivo e supera al terzo turno anche l'italiana Camila Giorgi con lo stesso punteggio a set invertiti, 6-4 7-5. Nel quarto turno travolge l'italiana Karin Knapp con il punteggio netto 6-3 6-2.
Nei quarti di finale affronta e sconfigge la più alta classificata che incontra in tutto il torneo, la statunitense Sloane Stephens con il punteggio di 6-4 7-5. Nella semifinale concede appena tre giochi alla belga Kirsten Flipkens battuta per 6-1 6-2, prima di trionfare in finale sulla tedesca Sabine Lisicki con il punteggio di 6-1 6-4.

## Programma del torneo
Il torneo si è svolto in tredici giornate divise in due settimane; la prima domenica non si è svolto alcun incontro. Tradizionalmente questo giorno viene chiamato Middle Sunday.

## Qualificazioni e sorteggio
Le qualificazioni si sono disputate dal 17 al 20 giugno 2013. Si sono qualificati i vincitori del terzo turno per i singolari e del secondo turno per i doppi:
- Per il singolare maschile: Stéphane Robert, Bastian Knittel, Julian Reister, Wayne Odesnik, Dustin Brown, Denis Kudla, Jan-Lennard Struff, Matt Reid, Wang Yeu-tzuoo, James Duckworth, Michał Przysiężny, Bobby Reynolds, Gō Soeda, Alex Kuznetsov, Marc Gicquel, Tejmuraz Gabašvili.
- Per il singolare femminile: Carina Witthöft, Galina Voskoboeva, Caroline Garcia, Petra Cetkovská, Ajla Tomljanović, Maria Elena Camerin, Yvonne Meusburger, Virginie Razzano, Eva Birnerová, Barbora Strýcová, Mariana Duque-Mariño, Michelle Larcher de Brito
- Per il doppio maschile: Jesse Levine / Vasek Pospisil, Samuel Groth / Chris Guccione, Dominik Meffert / Philipp Oswald, Purav Raja / Divij Sharan
- Per il doppio femminile: Stéphanie Foretz / Eva Hrdinová, María Irigoyen / Paula Ormachea, Ioana Raluca Olaru / Ol'ha Savčuk, Valerija Solov'ëva / Maryna Zanevs'ka

Le wildcard sono state assegnate a:
- Per il singolare maschile: Matthew Ebden, Kyle Edmund, Steve Johnson, Nicolas Mahut, James Ward
- Per il singolare femminile: Elena Baltacha, Lucie Hradecká, Anne Keothavong, Johanna Konta, Tara Moore, Samantha Murray, Andrea Petković, Alison Riske
- Per il doppio maschile: Jamie Baker / Kyle Edmund, Lleyton Hewitt / Mark Knowles, David Rice / Sean Thornley
- Per il doppio femminile: Anne Keothavong / Johanna Konta, Tara Moore / Melanie South, Samantha Murray / Jade Windley, Shahar Peer / Yan Zi, Nicola Slater / Lisa Whybourn
- Per il doppio misto: Kyle Edmund / Eugenie Bouchard, Jamie Delgado / Tara Moore, James Blake / Donna Vekić, Dominic Inglot / Johanna Konta, Mark Knowles / Sabine Lisicki

Il sorteggio dei tabelloni è stato effettuato venerdì 21 giugno 2013.

## Tennisti partecipanti ai singolari

### Singolare maschile
- Singolare maschile

| Campione                  | Campione                  | Finalista              | Finalista                  |
| ------------------------- | ------------------------- | ---------------------- | -------------------------- |
| Andy Murray [2]           | Andy Murray [2]           | Novak Đoković [1]      | Novak Đoković [1]          |
| Semifinalisti             |                           |                        |                            |
| Juan Martín del Potro [8] | Juan Martín del Potro [8] | Jerzy Janowicz [24]    | Jerzy Janowicz [24]        |
| Eliminati ai quarti       |                           |                        |                            |
| David Ferrer [4]          | Tomáš Berdych [7]         | Łukasz Kubot           | Fernando Verdasco          |
| Eliminati agli ottavi     |                           |                        |                            |
| Tommy Haas [13]           | Bernard Tomić             | Ivan Dodig             | Andreas Seppi [23]         |
| Adrian Mannarino          | Jürgen Melzer             | Kenny de Schepper      | Michail Južnyj [20]        |
| Eliminati al 3º turno     |                           |                        |                            |
| Jérémy Chardy [28]        | Feliciano López           | Richard Gasquet [9]    | Kevin Anderson [27]        |
| Aleksandr Dolhopolov [26] | Igor Sijsling             | Kei Nishikori [12]     | Grega Žemlja               |
| Benoît Paire [25]         | Dustin Brown (Q)          | Nicolás Almagro [15]   | Serhij Stachovs'kyj        |
| Ernests Gulbis            | Juan Mónaco [22]          | Viktor Troicki         | Tommy Robredo [32]         |
| Eliminati al 2º turno     |                           |                        |                            |
| Bobby Reynolds (Q)        | Jan-Lennard Struff (Q)    | Paul-Henri Mathieu     | Wang Yeu-tzuoo (Q)         |
| Gō Soeda (Q)              | James Blake               | Michał Przysiężny (Q)  | Daniel Brands              |
| Roberto Bautista Agut     | Santiago Giraldo          | Milos Raonic [17]      | Denis Kudla (Q)            |
| Leonardo Mayer            | Michaël Llodra            | Grigor Dimitrov [29]   | Jesse Levine               |
| Steve Darcis              | Stéphane Robert           | John Isner [18]        | Lleyton Hewitt             |
| Guillaume Rufin           | Radek Štěpánek            | Julian Reister (Q)     | Roger Federer [3]          |
| Jo-Wilfried Tsonga [6]    | Julien Benneteau [31]     | Rajeev Ram             | Marin Čilić                |
| Andrej Kuznecov           | Vasek Pospisil            | Nicolas Mahut          | Lu Yen-hsun                |
| Eliminati al 1º turno     |                           |                        |                            |
| Florian Mayer             | Steve Johnson             | Blaž Kavčič            | Ryan Harrison              |
| Gilles Simon [19]         | Ričardas Berankis         | Wayne Odesnik (Q)      | Dmitrij Tursunov           |
| Marcel Granollers         | Andreas Haider-Maurer     | Thiemo de Bakker       | Sam Querrey [21]           |
| Olivier Rochus (LL)       | Philipp Petzschner        | Daniel Gimeno Traver   | Martin Kližan              |
| Martín Alund              | Tejmuraz Gabašvili (Q)    | Horacio Zeballos       | Gastão Elias               |
| Carlos Berlocq            | Alex Kuznetsov (Q)        | James Duckworth (Q)    | Philipp Kohlschreiber [16] |
| Matthew Ebden (WC)        | Aljaž Bedene              | Jarkko Nieminen        | Denis Istomin              |
| Simone Bolelli            | Michael Russell           | Guido Pella            | Albert Ramos Viñolas       |
| Rafael Nadal [5]          | Igor' Andreev             | Alejandro Falla        | Adrian Ungur               |
| Evgenij Donskoj           | Pablo Andújar             | Guillermo García López | Stan Wawrinka [11]         |
| Jürgen Zopp               | Marinko Matosevic         | Matt Reid (Q)          | Kyle Edmund (WC)           |
| Fabio Fognini [30]        | Lukáš Rosol               | Rogério Dutra da Silva | Victor Hănescu             |
| David Goffin              | Ernests Gulbis            | Xavier Malisse         | Tobias Kamke               |
| Bastian Knittel (Q)       | Lukáš Lacko               | Paolo Lorenzi          | Marcos Baghdatis           |
| Janko Tipsarević [14]     | Albert Montañés           | Marc Gicquel (Q)       | Robin Haase                |
| Alex Bogomolov Jr.        | Jan Hájek                 | James Ward (WC)        | Benjamin Becker            |

### Singolare femminile
- Singolare femminile

| Campionessa                   | Campionessa               | Finalista                 | Finalista                      |
| ----------------------------- | ------------------------- | ------------------------- | ------------------------------ |
| Marion Bartoli [15]           | Marion Bartoli [15]       | Sabine Lisicki [23]       | Sabine Lisicki [23]            |
| Semifinaliste                 |                           |                           |                                |
| Agnieszka Radwańska [4]       | Agnieszka Radwańska [4]   | Kirsten Flipkens [20]     | Kirsten Flipkens [20]          |
| Eliminate ai quarti           |                           |                           |                                |
| Kaia Kanepi                   | Li Na [6]                 | Sloane Stephens [17]      | Petra Kvitová [8]              |
| Eliminate agli ottavi         |                           |                           |                                |
| Serena Williams [1]           | Laura Robson              | Roberta Vinci [11]        | Cvetana Pironkova              |
| Mónica Puig                   | Karin Knapp               | Carla Suárez Navarro [19] | Flavia Pennetta                |
| Eliminate al 3º turno         |                           |                           |                                |
| Kimiko Date                   | Samantha Stosur [14]      | Marina Eraković           | Alison Riske (WC)              |
| Madison Keys                  | Petra Martić              | Dominika Cibulková [18]   | Klára Koukalová [32]           |
| Eva Birnerová (Q)             | Petra Cetkovská (Q)       | Camila Giorgi             | Michelle Larcher de Brito (Q)  |
| Ekaterina Makarova [25]       | Eugenie Bouchard          | Vesna Dolonc              | Alizé Cornet [29]              |
| Eliminate al 2º turno         |                           |                           |                                |
| Caroline Garcia (Q)           | Alexandra Cadanțu         | Elena Vesnina             | Ol'ga Pučkova                  |
| Mariana Duque (Q)             | Peng Shuai [24]           | Urszula Radwańska         | Angelique Kerber [7]           |
| Mathilde Johansson            | Mona Barthel [30]         | Barbora Strýcová (Q)      | Karolína Plíšková              |
| Jana Čepelová                 | María Teresa Torró Flor   | Annika Beck               | Simona Halep                   |
| Sílvia Soler Espinosa         | Lesja Curenko             | Andrea Petković (WC)      | Caroline Wozniacki [9]         |
| Christina McHale              | Sorana Cîrstea [22]       | Lucie Šafářová [27]       | Marija Šarapova [3]            |
| Jaroslava Švedova             | Garbiñe Muguruza          | Mirjana Lučić-Baroni      | Ana Ivanović [12]              |
| Jelena Janković [16]          | Bojana Jovanovski         | Hsieh Su-wei              | Viktoryja Azaranka [2]         |
| Eliminate al 1º turno         |                           |                           |                                |
| Mandy Minella                 | Jie Zheng                 | Carina Witthöft (Q)       | Tamira Paszek [28]             |
| Francesca Schiavone           | Andrea Sestini Hlaváčková | Arantxa Rus               | Anna Karolína Schmiedlová (LL) |
| Marija Kirilenko [10]         | Julia Görges              | Ayumi Morita              | Anabel Medina Garrigues        |
| Romina Oprandi [31]           | Mallory Burdette          | Tara Moore (WC)           | Bethanie Mattek-Sands          |
| Yvonne Meusburger (Q)         | Tímea Babos               | Heather Watson            | Monica Niculescu               |
| Anastasija Pavljučenkova [21] | Magdaléna Rybáriková      | Anna Tatišvili            | Nadia Petrova [13]             |
| Chanelle Scheepers            | Kristýna Plíšková         | Irina-Camelia Begu        | Maria Elena Camerin (Q)        |
| Daniela Hantuchová            | Nina Bratčikova           | Vol'ha Havarcova          | Michaëlla Krajicek (PR)        |
| Sara Errani [5]               | Misaki Doi                | Lara Arruabarrena         | Varvara Lepchenko [26]         |
| Jamie Hampton                 | Pauline Parmentier        | Donna Vekić               | Estrella Cabeza Candela        |
| Elina Svitolina               | Alexa Glatch              | Samantha Murray (WC)      | Stefanie Vögele                |
| Lauren Davis                  | Lucie Hradecká (WC)       | Melanie Oudin             | Kristina Mladenovic            |
| Coco Vandeweghe               | Kiki Bertens              | Anne Keothavong (WC)      | Johanna Larsson                |
| Lourdes Domínguez Lino        | Sofia Arvidsson           | Galina Voskoboeva (Q)     | Virginie Razzano (Q)           |
| Johanna Konta (WC)            | Yanina Wickmayer          | Ajla Tomljanović (Q)      | Julija Putinceva               |
| Vania King (LL)               | Tatjana Maria             | Elena Baltacha (WC)       | Maria João Koehler             |

## Calendario

### 24 giugno (1º giorno)
Nella prima giornata si sono giocati gli incontri del primo turno dei singolari maschili e femminili e del doppio maschile e femminile in base al programma della giornata.

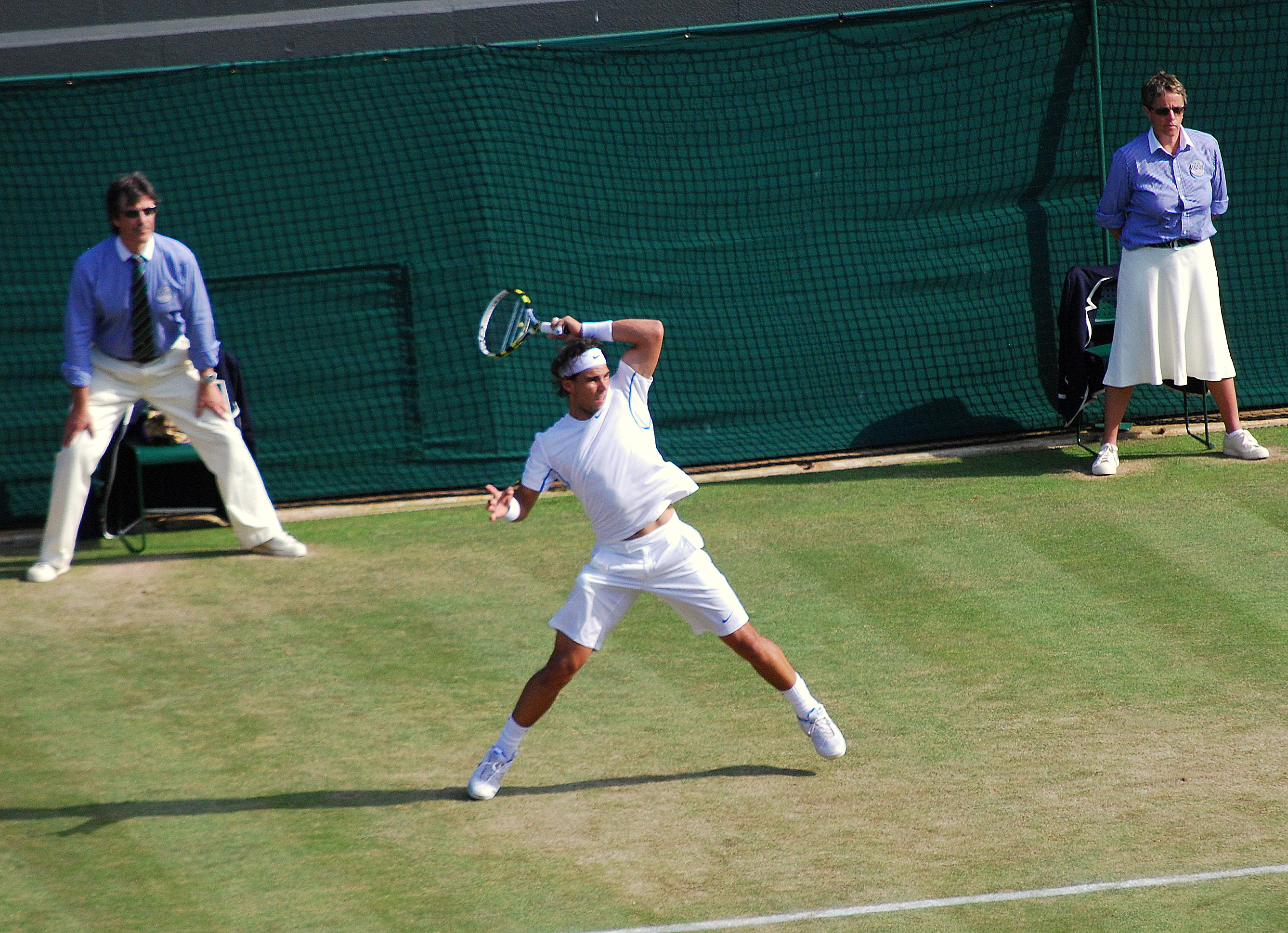
Rafael Nadal viene eliminato dal belga Steve Darcis al primo turno

Nel torneo del singolare maschile, il campione in carica Roger Federer ha battuto il rumeno Victor Hănescu in poco più di un'ora di gioco con il punteggio di 6-3, 6-2, 6-0. Molto positiva la prova dello svizzero che ha piazzato 7 ace e fatto 32 vincenti con soli 6 errori gratuiti.
Anche lo scozzese Andy Murray si qualifica per il secondo turno sconfiggendo Benjamin Becker in tre set con il parziale di 6-4, 6-3, 6-2.
Rafael Nadal, teste di serie numero 5 del tabellone, viene sconfitto a sorpresa dal belga Steve Darcis: con questa sconfitta per la prima volta lo spagnolo viene eliminato al primo turno di uno Slam. Nel primo set Nadal è costretto ad annullare 8 palle break. Al nono gioco il belga strappa il servizio all'avversario, ma subisce subito il controbreak. Il tie-break viene vinto da Darcis per 7 punti a 4. Nel secondo parziale, è Nadal ad ottenere un break sul 5-5, che però il belga recupera immediatamente. Al tie-break Darcis si porta sul 6-3 e, dopo essersi visto annullare quattro palle set, alla fine si aggiudica il parziale. Nel terzo parziale lo spagnolo perde subito il servizio e non riesce più a recuperare, regalando una vittoria storica al tennista belga numero 135 della classifica ATP.
Il semifinalista del 2011, Jo-Wilfried Tsonga, si impone in tre set contro David Goffin con il punteggio di 7–6(4), 6-4, 6-3. Sono 18 gli ace del francese e quasi il 90% dei punti giocati sulla prima del transalpino.
L'ex numero uno del mondo e vincitore del torneo nel 2002, Lleyton Hewitt batte lo svizzero Stan Wawrinka. L'australiano vince il primo set per 6-4 facilmente, mentre nel secondo parziale risale da uno svantaggio di 4-1, vincendo il set per 7-5. Nel terzo set l'australiano sale subito di un break, cancella 5 palle del contro-break sul 3-2 e chiude al quarto match-point con il punteggio di 6-3.
Viktor Troicki vince il derby con il connazionale Janko Tipsarević con il punteggio di 6-3, 6-4, 7-6.
Gli italiani Fabio Fognini e Paolo Lorenzi vengono eliminati rispettivamente da Jürgen Melzer e Kenny de Schepper.
Passano al secondo turno anche Benoît Paire, Jerzy Janowicz, Ernests Gulbis, Marin Čilić, Nicolás Almagro, Michail Južnyj, Juan Mónaco, Nicolas Mahut, Fernando Verdasco, Tommy Robredo, Julien Benneteau, Adrian Mannarino, Łukasz Kubot, Serhij Stachovs'kyj, John Isner, Stéphane Robert, Julian Reister, Vasek Pospisil, Guillaume Rufin, Alex Kuznetsov, Radek Štěpánek e Rajeev Ram.

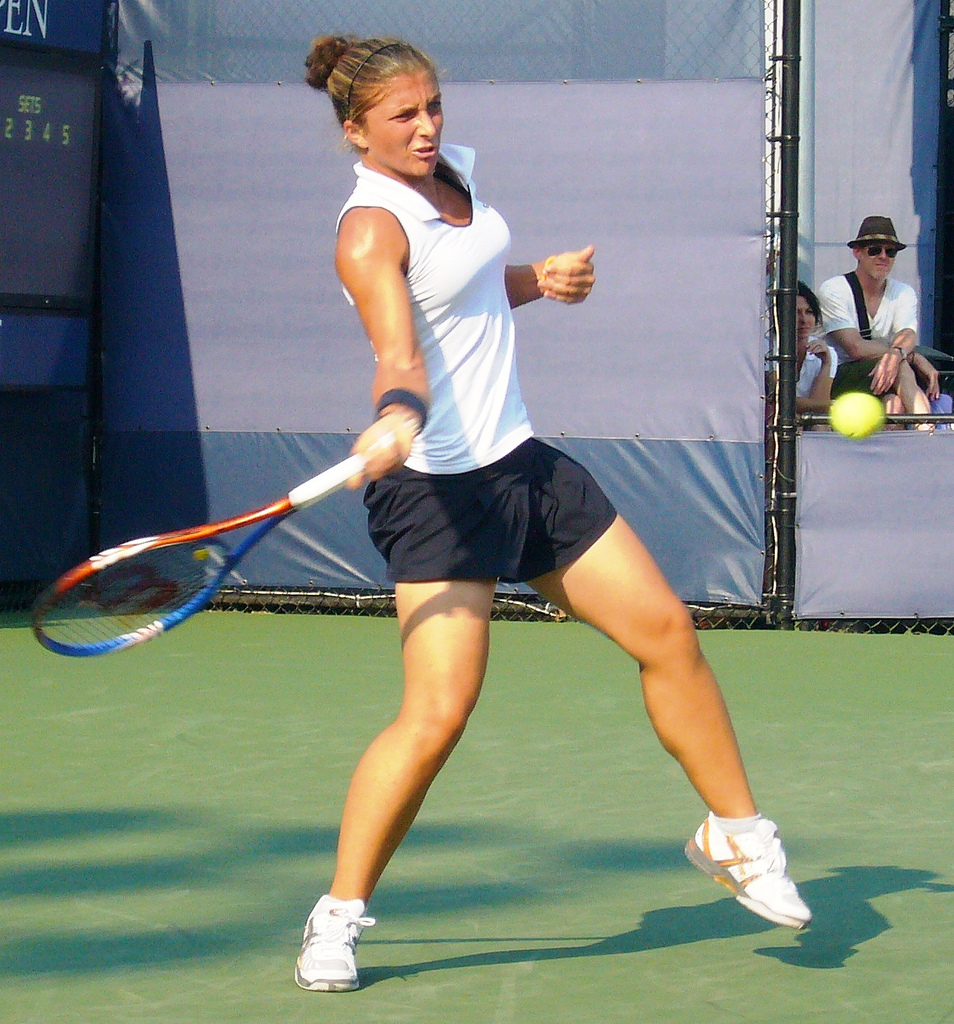
Sara Errani esce dal torneo

.
| Incontri sui campi principali | Incontri sui campi principali | Incontri sui campi principali | Incontri sui campi principali |
| Incontri sul Centre Court     | Incontri sul Centre Court     | Incontri sul Centre Court     | Incontri sul Centre Court     |
| Turno                         | Vincitore                     | Perdente                      | Punteggio                     |
| ----------------------------- | ----------------------------- | ----------------------------- | ----------------------------- |
| 1º turno singolare maschile   | Roger Federer [3]             | Victor Hănescu                | 6–3, 6–2, 6–0                 |
| 1º turno singolare femminile  | Marija Šarapova [3]           | Kristina Mladenovic           | 7–6(7–5), 6–3                 |
| 1º turno singolare maschile   | Andy Murray [2]               | Benjamin Becker               | 6-4, 6-3, 6-2                 |
| 1º turno singolare femminile  | Garbiñe Muguruza              | Anne Keothavong [WC]          | 6–4, 6–0                      |
| Incontri sul No. 1 Court      |                               |                               |                               |
| Turno                         | Vincitore                     | Perdente                      | Punteggio                     |
| 1º turno singolare femminile  | Viktoryja Azaranka [2]        | Maria João Koehler            | 6–1, 6–2                      |
| 1º turno singolare maschile   | Steve Darcis                  | Rafael Nadal [5]              | 7-6(7-4), 7–6(10-8), 6–4      |
| 1º turno singolare maschile   | Lleyton Hewitt                | Stan Wawrinka [11]            | 6-4, 7-5, 6-3                 |
| Incontri sul No. 2 Court      |                               |                               |                               |
| Turno                         | Vincitore                     | Perdente                      | Punteggio                     |
| 1º turno singolare femminile  | Ana Ivanović [12]             | Virginie Razzano [Q]          | 7–6(7–1), 6–0                 |
| 1º turno singolare maschile   | Marin Čilić [10]              | Marcos Baghdatis              | 6–3, 6–4, 6–4                 |
| 1º turno singolare maschile   | Jo-Wilfried Tsonga [6]        | David Goffin                  | 7–6(7–4), 6–4, 6–3            |
| 1º turno singolare femminile  | Petra Kvitová [8]             | Coco Vandeweghe               | 6-1, 5-7, 6-4                 |

Teste di serie eliminate:
- Singolare maschile:  Rafael Nadal [5],  Stan Wawrinka [11],  Janko Tipsarević [14],  Fabio Fognini [30]
- Singolare femminile:  Sara Errani [5],  Varvara Lepchenko [26]

### 25 giugno (2º giorno)
Nella 2ª giornata si sono giocati gli incontri del primo turno dei singolari maschili e femminili e del doppio maschile e femminile in base al programma della giornata.

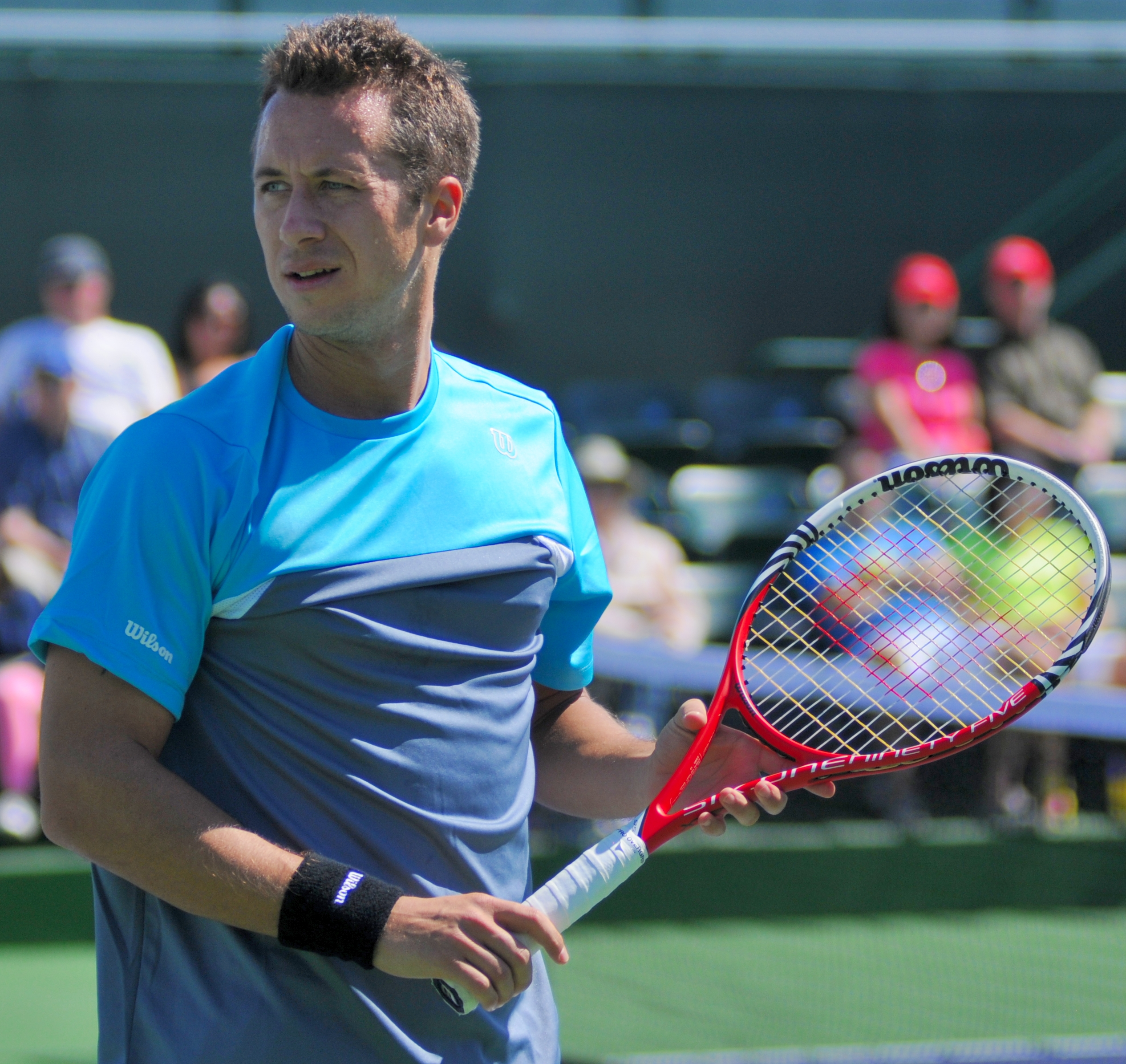
Philipp Kohlschreiber si ritira al quinto set contro Ivan Dodig

La testa di serie numero 1 del torneo, Novak Đoković, batte in tre set il tedesco Florian Mayer. Il serbo batte nettamente il tedesco con il punteggio di 6-3, 7-5, 6-4.
David Ferrer vince ma fatica contro Martín Alund. Dopo avere vinto il primo set per 6-1 l'argentino sale di livello e riesce a conquistare il secondo parziale. Alund resta aggrappato al match fino al 5-5 del terzo set cancellando due palle break prima della resa. L'ultimo set è vinto dallo spagnolo per 6-2.
Il ceco Tomáš Berdych si qualifica per il secondo turno vincendo contro Martin Kližan con il punteggio di 6-3, 6-4, 6-4 in meno di due ore di gioco. Berdych mette a segno 31 vincenti e sei ace.
Juan Martín del Potro batte lo spagnolo Albert Ramos Viñolas. L'argentino cancella tre break-point nel primo game del match prima di salire 2-0 e non concedere più palle utili a Ramos che con un contro-break alla fine del secondo set si aggrappa al parziale prima di cedere nettamente. Il punteggio è 6-2, 7-5, 6-1 a favore dell'argentino.
Richard Gasquet batte con qualche difficoltà Marcel Granollers, perdendo un set con il punteggio di 6-7, 6-4, 7-5, 6-4.
Tommy Haas vince con facilità contro Dmitrij Tursunov con il parziale di 6-3, 7-5, 7-5 senza concedere neanche un servizio.
Viene eliminato al primo turno il tedesco Philipp Kohlschreiber contro Ivan Dodig. Il tedesco conquista i primi due set di vantaggio, per poi farsi rimontare. Nel quinto set Kohlschreiber abbandona oltre la terza ora di gioco sul 2-1 per il croato e in conferenza stampa dirà di essersi ritirato perché "troppo stanco".
L'italiano Andreas Seppi approda al secondo turno vincendo contro Denis Istomin in cinque set.
Passano al secondo turno anche Bobby Reynolds, Jan-Lennard Struff, Jérémy Chardy, Feliciano López, Paul-Henri Mathieu, Wang Yeu-tzuoo, Gō Soeda, James Blake, Bernard Tomić, Kevin Anderson, Michał Przysiężny, Daniel Brands, Roberto Bautista Agut, Santiago Giraldo, Aleksandr Dolhopolov, Milos Raonic, Igor Sijsling, Denis Kudla, Kei Nishikori, Leonardo Mayer, Michaël Llodra, Grigor Dimitrov, Grega Žemlja e Jesse Levine.
| Incontri sui campi principali | Incontri sui campi principali | Incontri sui campi principali | Incontri sui campi principali |
| Incontri sul Centre Court     | Incontri sul Centre Court     | Incontri sul Centre Court     | Incontri sul Centre Court     |
| Turno                         | Vincitore                     | Perdente                      | Punteggio                     |
| ----------------------------- | ----------------------------- | ----------------------------- | ----------------------------- |
| 1º turno singolare femminile  | Serena Williams [1]           | Mandy Minella                 | 6-1, 6-3                      |
| 1º turno singolare maschile   | Novak Đoković [1]             | Florian Mayer                 | 6-3, 7-5, 6-4                 |
| 1º turno singolare maschile   | David Ferrer [4]              | Martín Alund                  | 6-1, 4-6, 7-5, 6-2            |
| Incontri sul No. 1 Court      |                               |                               |                               |
| Turno                         | Vincitore                     | Perdente                      | Punteggio                     |
| 1º turno singolare maschile   | Juan Martín del Potro [8]     | Albert Ramos Viñolas          | 6-2, 7-5, 6-1                 |
| 1º turno singolare femminile  | Laura Robson                  | Marija Kirilenko [10]         | 6-3, 6-4                      |
| 1º turno singolare maschile   | Tomáš Berdych [6]             | Martin Kližan                 | 6-3, 6-4, 6-4                 |
| 1º turno singolare femminile  | Sabine Lisicki [23]           | Francesca Schiavone           | 6–1, 6–2                      |
| Incontri sul No. 2 Court      |                               |                               |                               |
| Turno                         | Vincitore                     | Perdente                      | Punteggio                     |
| 1º turno singolare femminile  | Madison Keys                  | Heather Watson                | 6-3, 7-5                      |
| 1º turno singolare maschile   | Tommy Haas [13]               | Dmitrij Tursunov              | 6-3, 7-5, 7-5                 |
| 1º turno singolare maschile   | Richard Gasquet [9]           | Marcel Granollers             | 6-7(2-7), 6-4, 7-5, 6-4       |
| 1º turno singolare femminile  | Agnieszka Radwańska [4]       | Yvonne Meusburger             | 6-1, 6-1                      |

Teste di serie eliminate:
- Singolare maschile:  Philipp Kohlschreiber [16],  Gilles Simon [19],  Sam Querrey [21]

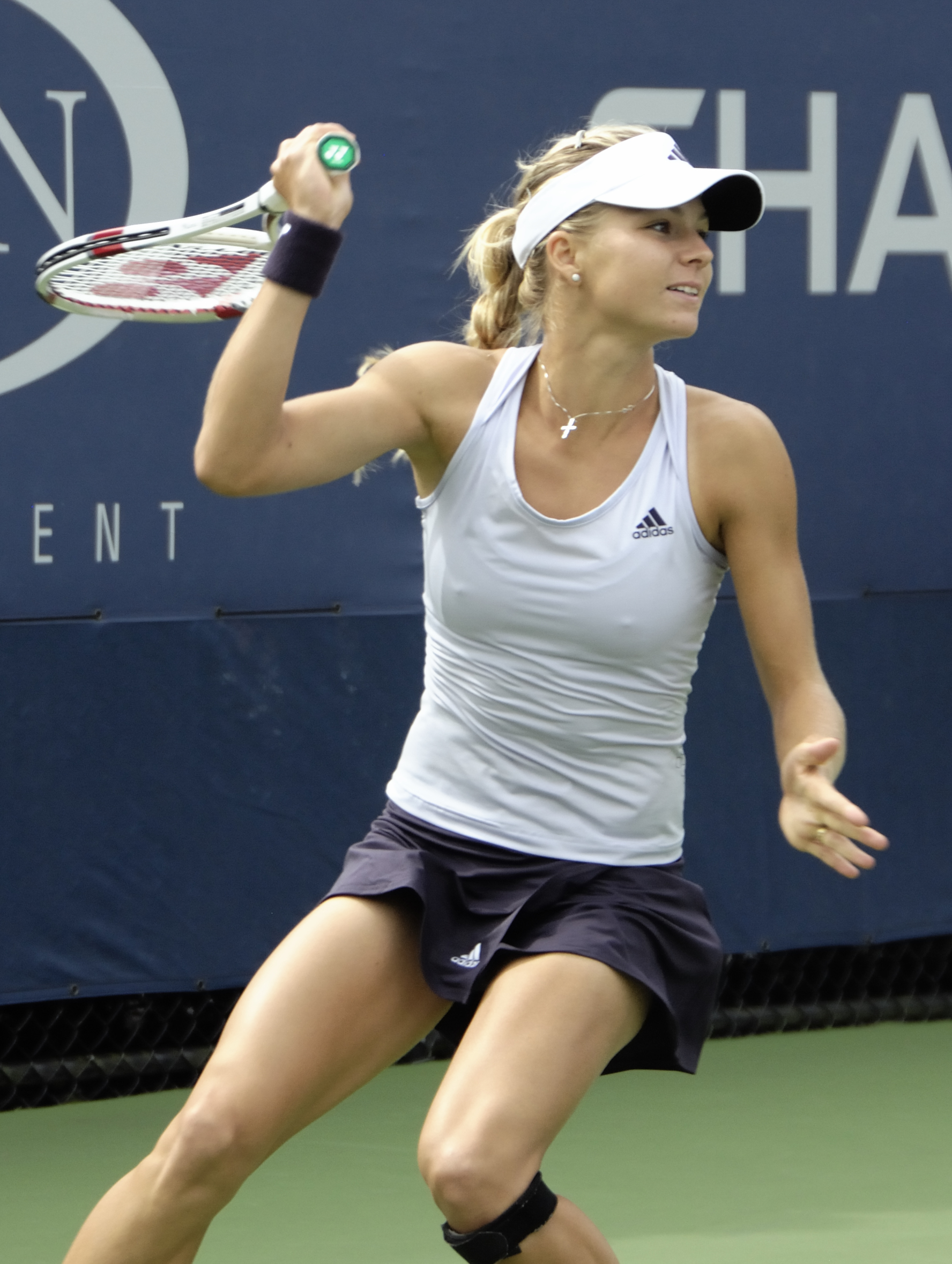
Marija Kirilenko

- Singolare femminile:  Marija Kirilenko [10],  Nadia Petrova [13],  Anastasija Pavljučenkova [21],  Tamira Paszek [28],  Romina Oprandi [31]

### 26 giugno (3º giorno)
Nella 3ª giornata si sono giocati gli incontri del secondo turno dei singolari maschili e femminili e il primo turno del doppio maschile e femminile in base al programma della giornata
| Incontri sui campi principali | Incontri sui campi principali | Incontri sui campi principali | Incontri sui campi principali     |
| Incontri sul Centre Court     | Incontri sul Centre Court     | Incontri sul Centre Court     | Incontri sul Centre Court         |
| Turno                         | Vincitore                     | Perdente                      | Punteggio                         |
| ----------------------------- | ----------------------------- | ----------------------------- | --------------------------------- |
| 2º turno singolare femminile  | Flavia Pennetta               | Viktoryja Azaranka [2]        | Walkover                          |
| 2º turno singolare femminile  | Eugenie Bouchard              | Ana Ivanović [12]             | 6-3, 6-3                          |
| 2º turno singolare maschile   | Ernests Gulbis                | Jo-Wilfried Tsonga [6]        | 3-6, 6-3, 6-3, ritirato           |
| 2º turno singolare maschile   | Serhij Stachovs'kyj           | Roger Federer [3]             | 6–7(5–7), 7–6(7–5), 7–5, 7–6(7–5) |
| Incontri sul No. 1 Court      |                               |                               |                                   |
| Turno                         | Vincitore                     | Perdente                      | Punteggio                         |
| 2º turno singolare maschile   | Fernando Verdasco             | Julien Benneteau [31]         | 7–6(7–1), 7–6(7–4), 6–4           |
| 2º turno singolare maschile   | Andy Murray [2]               | Lu Yen-hsun                   | 6–3, 6–3, 7–5                     |
| 2º turno singolare femminile  | Petra Kvitová [8]             | Jaroslava Švedova             | Walkover                          |
| 2º turno singolare femminile  | Vesna Dolonc                  | Jelena Janković [16]          | 7–5, 6–2                          |
| Incontri sul No. 2 Court      |                               |                               |                                   |
| Turno                         | Vincitore                     | Perdente                      | Punteggio                         |
| 2º turno singolare maschile   | Dustin Brown [Q]              | Lleyton Hewitt                | 6–4, 6–4, 6–7(3–7), 6–2           |
| 2º turno singolare femminile  | Petra Cetkovská [Q]           | Caroline Wozniacki [9]        | 6–2, 6–2                          |
| 2º turno singolare femminile  | Michelle Larcher de Brito [Q] | Marija Šarapova [3]           | 6–3, 6–4                          |
| 2º turno singolare maschile   | Kenny de Schepper             | Marin Čilić [10]              | Walkover                          |
| 2º turno singolare femminile  | Kirsten Flipkens [20]         | Bojana Jovanovski             | 6–4, 6–4                          |

Teste di serie eliminate:
- Singolare maschile: Roger Federer [3],  Jo-Wilfried Tsonga [6],  Marin Čilić [10],  John Isner [18],  Julien Benneteau [31]
- Singolare femminile: Viktoryja Azaranka [2],  Marija Šarapova [3],  Caroline Wozniacki [9],  Ana Ivanović [12],  Jelena Janković [16],  Sorana Cîrstea [22],  Lucie Šafářová [27]
- Doppio maschile:  Marcel Granollers /  Marc López [2]

### 27 giugno (4º giorno)
Nella 4ª giornata si sono giocati gli incontri del secondo turno dei singolari maschili e femminili e il primo e secondo turno del doppio maschile e femminile in base al programma della giornata
| Incontri sui campi principali | Incontri sui campi principali             | Incontri sui campi principali             | Incontri sui campi principali |
| Incontri sul Centre Court     | Incontri sul Centre Court                 | Incontri sul Centre Court                 | Incontri sul Centre Court     |
| Turno                         | Vincitore                                 | Perdente                                  | Punteggio                     |
| ----------------------------- | ----------------------------------------- | ----------------------------------------- | ----------------------------- |
| 2º turno singolare maschile   | Juan Martín del Potro [8]                 | Jesse Levine                              | 6–2, 7–6(9–7), 6–3            |
| 2º turno singolare femminile  | Agnieszka Radwańska [4]                   | Mathilde Johansson                        | 6–1, 6–3                      |
| 2º turno singolare maschile   | Novak Đoković [1]                         | Bobby Reynolds [Q]                        | 7–6(7–2), 6–3, 6–1            |
| Incontri sul No. 1 Court      |                                           |                                           |                               |
| Turno                         | Vincitore                                 | Perdente                                  | Punteggio                     |
| 2º turno singolare femminile  | Serena Williams [1]                       | Caroline Garcia [Q]                       | 6–3, 6–2                      |
| 2º turno singolare maschile   | Richard Gasquet [9]                       | Gō Soeda [Q]                              | 6–0, 6–3, 6–7(5–7), 6–3       |
| 2º turno singolare maschile   | David Ferrer [4] vs Roberto Bautista Agut | David Ferrer [4] vs Roberto Bautista Agut | Rinviata                      |
| Incontri sul No. 2 Court      |                                           |                                           |                               |
| Turno                         | Vincitore                                 | Perdente                                  | Punteggio                     |
| 2º turno singolare femminile  | Sabine Lisicki [23]                       | Elena Vesnina                             | 6–3, 6–1                      |
| 2º turno singolare maschile   | Tomáš Berdych [7]                         | Daniel Brands                             | 7–6(8–6), 6–4, 6–2            |
| 2º turno singolare femminile  | Marina Eraković                           | Peng Shuai [24]                           | 7–6(8–6), 6–2                 |
| 2º turno singolare femminile  | Laura Robson vs Mariana Duque Mariño [Q]  | Laura Robson vs Mariana Duque Mariño [Q]  | Rinviata                      |

Teste di serie eliminate:
- Singolare maschile:  Milos Raonic [17]
- Singolare femminile:  Peng Shuai [24],  Mona Barthel [30]
- Doppio femminile:  Anastasija Pavljučenkova /  Lucie Šafářová [9],  Chan Hao-ching /  Anabel Medina Garrigues [15]

### 28 giugno (5º giorno)
Nella 5ª giornata si sono giocati gli incontri del secondo e terzo turno dei singolari maschili e femminili e il secondo turno del doppio maschile e femminile in base al programma della giornata
| Incontri sui campi principali | Incontri sui campi principali                                       | Incontri sui campi principali                                       | Incontri sui campi principali |
| Incontri sul Centre Court     | Incontri sul Centre Court                                           | Incontri sul Centre Court                                           | Incontri sul Centre Court     |
| Turno                         | Vincitore                                                           | Perdente                                                            | Punteggio                     |
| ----------------------------- | ------------------------------------------------------------------- | ------------------------------------------------------------------- | ----------------------------- |
| 2º turno singolare femminile  | Laura Robson                                                        | Mariana Duque Mariño [Q]                                            | 6–4, 6–1                      |
| 3º turno singolare maschile   | Jerzy Janowicz [24]                                                 | Nicolás Almagro [15]                                                | 7-6(8–6), 6-3, 6-4            |
| 3º turno singolare maschile   | Andy Murray [2]                                                     | Tommy Robredo [32]                                                  | 6-2, 6-4, 7-5                 |
| Incontri sul No. 1 Court      |                                                                     |                                                                     |                               |
| Turno                         | Vincitore                                                           | Perdente                                                            | Punteggio                     |
| 2º turno singolare maschile   | David Ferrer [4]                                                    | Roberto Bautista Agut                                               | 6-3, 3-6, 7-6(7-4), 7-5       |
| 3º turno singolare femminile  | Petra Kvitová [8] vs Ekaterina Makarova [25]                        | Petra Kvitová [8] vs Ekaterina Makarova [25]                        | 6–3, 2–6, 1–2, sospesa        |
| 3º turno singolare maschile   | Viktor Troicki vs Michail Južnyj [20]                               | Viktor Troicki vs Michail Južnyj [20]                               | Rinviata                      |
| Incontri sul No. 2 Court      |                                                                     |                                                                     |                               |
| Turno                         | Vincitore                                                           | Perdente                                                            | Punteggio                     |
| 2º turno singolare femminile  | Kaia Kanepi                                                         | Angelique Kerber [7]                                                | 3–6, 7–6(8–6), 6–3            |
| 3º turno singolare femminile  | Marion Bartoli [15]                                                 | Camila Giorgi                                                       | 6-4, 7-5                      |
| 3º turno singolare maschile   | Ernests Gulbis vs Fernando Verdasco                                 | Ernests Gulbis vs Fernando Verdasco                                 | Rinviata                      |
| 2º turno doppio maschile      | Andre Begemann / Martin Emmrich vs Treat Huey / Dominic Inglot [16] | Andre Begemann / Martin Emmrich vs Treat Huey / Dominic Inglot [16] | Rinviata                      |

Teste di serie eliminate:
- Singolare maschile:  Nicolás Almagro [15],  Grigor Dimitrov [29],  Tommy Robredo [32]
- Singolare femminile:  Angelique Kerber [7],  Alizé Cornet [29]
- Doppio femminile:  Kristina Mladenovic /  Galina Voskoboeva [10],  Daniela Hantuchová /  Marija Kirilenko [14]

### 29 giugno (6º giorno)
Nella 6ª giornata si sono giocati gli incontri del terzo turno dei singolari maschili e femminili e il secondo turno del doppio maschile e femminile in base al programma della giornata
| Incontri sui campi principali | Incontri sui campi principali | Incontri sui campi principali | Incontri sui campi principali     |
| Incontri sul Centre Court     | Incontri sul Centre Court     | Incontri sul Centre Court     | Incontri sul Centre Court         |
| Turno                         | Vincitore                     | Perdente                      | Punteggio                         |
| ----------------------------- | ----------------------------- | ----------------------------- | --------------------------------- |
| 3º turno singolare maschile   | Bernard Tomić                 | Richard Gasquet [9]           | 7–6(9–7), 5–7, 7–5, 7–6(7–5)      |
| 3º turno singolare femminile  | Sabine Lisicki [23]           | Samantha Stosur [14]          | 4–6, 6–2, 6–1                     |
| 3º turno singolare maschile   | Novak Đoković [1]             | Jérémy Chardy [28]            | 6–3, 6–2, 6–2                     |
| 3º turno singolare femminile  | Serena Williams [1]           | Kimiko Date                   | 6–2, 6–0                          |
| Incontri sul No. 1 Court      |                               |                               |                                   |
| Turno                         | Vincitore                     | Perdente                      | Punteggio                         |
| 3º turno singolare femminile  | Petra Kvitová [8]             | Ekaterina Makarova [25]       | 6–3, 2–6, 6–3                     |
| 3º turno singolare maschile   | Tomáš Berdych [7]             | Kevin Anderson [27]           | 3–6, 6–3, 6–4, 7–5                |
| 3º turno singolare maschile   | David Ferrer [4]              | Aleksandr Dolhopolov [26]     | 6–7(6–8), 7–6(7–2), 2–6, 6–1, 6–2 |
| Incontri sul No. 2 Court      |                               |                               |                                   |
| Turno                         | Vincitore                     | Perdente                      | Punteggio                         |
| 3º turno singolare maschile   | Michail Južnyj [20]           | Viktor Troicki                | 6–3, 6–4, 7–5                     |
| 3º turno singolare femminile  | Laura Robson                  | Marina Eraković               | 1–6, 7–5, 6–3                     |
| 3º turno singolare maschile   | Tommy Haas [13]               | Feliciano López               | 4–6, 6–2, 7–5, 6–4                |

Teste di serie eliminate:
- Singolare maschile:  Richard Gasquet [9],  Kei Nishikori [12],  Juan Mónaco [22],  Benoît Paire [25],  Aleksandr Dolhopolov [26],  Kevin Anderson [27],  Jérémy Chardy [28]
- Singolare femminile:  Samantha Stosur [14],  Dominika Cibulková [18],  Ekaterina Makarova [25],  Klára Koukalová [32]
- Doppio maschile:  Santiago González /  Scott Lipsky [10]
- Doppio femminile:  Cara Black /  Marina Eraković [11]

### Middle Sunday (30 giugno)
Nella 1ª domenica del torneo non viene giocato alcun incontro; questo giorno viene tradizionalmente chiamato "Middle Sunday"

### 1º luglio (7º giorno)
Nella 7ª giornata si sono giocati gli incontri del quarto turno dei singolari maschili e femminili e il terzo turno del doppio maschile e femminile in base al programma della giornata
| Incontri sui campi principali | Incontri sui campi principali  | Incontri sui campi principali    | Incontri sui campi principali |
| Incontri sul Centre Court     | Incontri sul Centre Court      | Incontri sul Centre Court        | Incontri sul Centre Court     |
| Turno                         | Vincitore                      | Perdente                         | Punteggio                     |
| ----------------------------- | ------------------------------ | -------------------------------- | ----------------------------- |
| 4º turno singolare femminile  | Sabine Lisicki [23]            | Serena Williams [1]              | 6–2, 1–6, 6–4                 |
| 4º turno singolare maschile   | Andy Murray [2]                | Michail Južnyj [20]              | 6–4, 7–6(7–5), 6–1            |
| 4º turno singolare maschile   | Novak Đoković [1]              | Tommy Haas [13]                  | 6-1, 6-4, 7-6(7-4)            |
| Incontri sul No. 1 Court      |                                |                                  |                               |
| Turno                         | Vincitore                      | Perdente                         | Punteggio                     |
| 4º turno singolare femminile  | Kaia Kanepi                    | Laura Robson                     | 7–6(8–6), 7–5                 |
| 4º turno singolare maschile   | Juan Martín del Potro [8]      | Andreas Seppi [23]               | 6–4, 7–6(7–2), 6–3            |
| 4º turno singolare maschile   | Tomáš Berdych [7]              | Bernard Tomić                    | 7-6(7-4), 6(5-7)-7, 6-4, 6-4  |
| Incontri sul No. 2 Court      |                                |                                  |                               |
| Turno                         | Vincitore                      | Perdente                         | Punteggio                     |
| 4º turno singolare maschile   | David Ferrer [4]               | Ivan Dodig                       | 6–7(3–7), 7–6(8–6), 6–1, 6–1  |
| 4º turno singolare femminile  | Agnieszka Radwańska [4]        | Cvetana Pironkova                | 4–6, 6–3, 6–3                 |
| 3º turno doppio maschile      | Bob Bryan [1] / Mike Bryan [1] | Treat Huey / Dominic Inglot [16] | 7–5, 6–3, 7–6(7–3)            |

Teste di serie eliminate:
- Singolare maschile:  Tommy Haas [13],  Michail Južnyj [20],  Andreas Seppi [23]
- Singolare femminile:  Serena Williams [1],  Roberta Vinci [11],  Carla Suárez Navarro [19]
- Doppio maschile:  Alexander Peya /  Bruno Soares [3],  Aisam-ul-Haq Qureshi /  Jean-Julien Rojer [5],  Maks Mirny /  Horia Tecău [7],  Colin Fleming /  Jonathan Marray [9],  Michaël Llodra /  Nicolas Mahut [13],  Łukasz Kubot /  Marcin Matkowski [15],  Treat Huey /  Dominic Inglot [16]
- Doppio femminile:  Ekaterina Makarova /  Elena Vesnina [4],  Raquel Kops-Jones /  Abigail Spears [5],  Liezel Huber /  Sania Mirza [6],  Vania King /  Jie Zheng [13]
- Doppio misto:  František Čermák /  Lucie Hradecká [12]

### 2 luglio (8º giorno)
Nell'8ª giornata si sono giocati gli incontri dei quarti di finale del singolari femminile, del doppio maschile e femminile in base al programma della giornata
| Incontri sui campi principali        | Incontri sui campi principali                    | Incontri sui campi principali            | Incontri sui campi principali          |
| Incontri sul Centre Court            | Incontri sul Centre Court                        | Incontri sul Centre Court                | Incontri sul Centre Court              |
| Turno                                | Vincitore                                        | Perdente                                 | Punteggio                              |
| ------------------------------------ | ------------------------------------------------ | ---------------------------------------- | -------------------------------------- |
| Quarti di finale singolare femminile | Agnieszka Radwańska [4]                          | Li Na [6]                                | 7–6(7–5), 4–6, 6–2                     |
| Quarti di finale singolare femminile | Kirsten Flipkens [20]                            | Petra Kvitová [8]                        | 4-6, 6-3, 6-4                          |
| Doppio maschile per invito           | Greg Rusedski / Fabrice Santoro                  | Jonas Björkman [1] / Todd Woodbridge [1] | 6–3, 7–6(7–4)                          |
| Incontri sul No. 1 Court             |                                                  |                                          |                                        |
| Turno                                | Vincitore                                        | Perdente                                 | Punteggio                              |
| Quarti di finale singolare femminile | Sabine Lisicki [23]                              | Kaia Kanepi                              | 6–3, 6–3                               |
| Quarti di finale singolare femminile | Marion Bartoli [15]                              | Sloane Stephens [17]                     | 6–4, 7–5                               |
| Doppio maschile per invito senior    | John McEnroe / Patrick McEnroe                   | Peter McNamara / Paul McNamee            | 6–1, 6–2                               |
| Incontri sul No. 2 Court             |                                                  |                                          |                                        |
| Turno                                | Vincitore                                        | Perdente                                 | Punteggio                              |
| Quarti di finale doppio maschile     | Rohan Bopanna [14] / Édouard Roger-Vasselin [14] | Robert Lindstedt [6] Daniel Nestor [6]   | 7-5, 7-6(7-3), 6(4-7)-7, 6(3-7)-7, 6-2 |
| 2º turno doppio misto                | Bruno Soares [1] / Lisa Raymond [1]              | Filip Polášek / Janette Husárová         | 6–2, 6–3                               |
| Doppio maschile per invito senior    | Jeremy Bates / Anders Järryd                     | Mansour Bahrami [2] / Henri Leconte [2]  | 6–1, 6–2                               |

Teste di serie eliminate:
- Singolare femminile:  Li Na [6],  Petra Kvitová [8],  Sloane Stephens [17]
- Doppio maschile:  Robert Lindstedt /  Daniel Nestor [6],  Mahesh Bhupathi /  Julian Knowle [8],  Julien Benneteau /  Nenad Zimonjić [11]
- Doppio femminile:  Sara Errani /  Roberta Vinci [1]
- Doppio misto:  Maks Mirny /  Andrea Sestini Hlaváčková [4],  Treat Conrad Huey /  Raquel Kops-Jones [9],  Leander Paes /  Zheng Saisai [15],  Ivan Dodig /  Marina Eraković [16]

### 3 luglio (9º giorno)
Nella 9ª giornata si sono giocati gli incontri dei quarti di finale del singolare maschile, del doppio maschile e femminile, ed il 3º turno del doppio misto, in base al programma della giornata
| Incontri sui campi principali       | Incontri sui campi principali               | Incontri sui campi principali                      | Incontri sui campi principali |
| Incontri sul Centre Court           | Incontri sul Centre Court                   | Incontri sul Centre Court                          | Incontri sul Centre Court     |
| Turno                               | Vincitore                                   | Perdente                                           | Punteggio                     |
| ----------------------------------- | ------------------------------------------- | -------------------------------------------------- | ----------------------------- |
| Quarti di finale singolare maschile | Juan Martín del Potro [8]                   | David Ferrer [4]                                   | 6-2, 6-4, 7-6(7-5)            |
| Quarti di finale singolare maschile | Andy Murray [2]                             | Fernando Verdasco                                  | 4-6, 3-6, 6-1, 6-4, 7-5       |
| Incontri sul No. 1 Court            |                                             |                                                    |                               |
| Turno                               | Vincitore                                   | Perdente                                           | Punteggio                     |
| Quarti di finale singolare maschile | Novak Đoković [1]                           | Tomáš Berdych [7]                                  | 7-6(7-5), 6-4, 6-3            |
| Quarti di finale singolare maschile | Jerzy Janowicz [24]                         | Łukasz Kubot                                       | 7-5, 6-4, 6-4                 |
| Doppio maschile per invito          | Greg Rusedski / Fabrice Santoro             | Justin Gimelstob / Todd Martin                     | 6–1, 4–6, [12–10]             |
| Incontri sul No. 2 Court            |                                             |                                                    |                               |
| Turno                               | Vincitore                                   | Perdente                                           | Punteggio                     |
| Quarti di finale doppio femminile   | Hsieh Su-wei [8] / Peng Shuai [8]           | Jelena Janković / Mirjana Lučić-Baroni             | 6–4, 7–5                      |
| Quarti di finale doppio femminile   | Ashleigh Barty [12] / Casey Dellacqua [12]  | Andrea Sestini Hlaváčková [2] / Lucie Hradecká [2] | 2-6, 6-2, 6-4                 |
| 3º turno doppio misto               | Bruno Soares [1] / Lisa Raymond [1]         | Frederik Nielsen / Sofia Arvidsson                 | 6-3, 6-4                      |
| 3º turno doppio misto               | Nenad Zimonjić [3] / Katarina Srebotnik [3] | Scott Lipsky [13] / Casey Dellacqua [13]           | 6-2, 6-7(3-7), 6-2            |
| Doppio femminile per invito         | Rennae Stubbs / Andrea Temesvári            | Conchita Martínez / Nathalie Tauziat               | 6–4, 6–3                      |

Teste di serie eliminate:
- Singolare maschile:  David Ferrer [4],  Tomáš Berdych [7]
- Doppio femminile:  Andrea Sestini Hlaváčková /  Lucie Hradecká [2],  Nadia Petrova /  Katarina Srebotnik [3],  Julia Görges /  Barbora Strýcová [16]
- Doppio misto:  Alexander Peya /  Anna-Lena Grönefeld [5],  Aisam-ul-Haq Qureshi /  Cara Black [10],  Scott Lipsky /  Casey Dellacqua [13]

### 4 luglio (10º giorno)
Nella 10ª giornata si sono giocati gli incontri delle semifinali del singolare femminile e del doppio maschile e i quarti di finale del doppio misto, in base al programma della giornata
| Incontri sui campi principali     | Incontri sui campi principali               | Incontri sui campi principali                    | Incontri sui campi principali |
| Incontri sul Centre Court         | Incontri sul Centre Court                   | Incontri sul Centre Court                        | Incontri sul Centre Court     |
| Turno                             | Vincitore                                   | Perdente                                         | Punteggio                     |
| --------------------------------- | ------------------------------------------- | ------------------------------------------------ | ----------------------------- |
| Semifinale singolare femminile    | Marion Bartoli [15]                         | Kirsten Flipkens [20]                            | 6–1, 6–2                      |
| Semifinale singolare femminile    | Sabine Lisicki [23]                         | Agnieszka Radwańska [4]                          | 6–4, 2–6, 9–7                 |
| Doppio maschile per invito        | Jonas Björkman [1] / Todd Woodbridge [1]    | Richard Krajicek / Mark Petchey                  | 7-6(7-1), 6-2                 |
| Doppio maschile per invito senior | Jeremy Bates / Anders Järryd                | John McEnroe / Patrick McEnroe                   | 7-5, 5-7, [10-7]              |
| Incontri sul No. 1 Court          |                                             |                                                  |                               |
| Turno                             | Vincitore                                   | Perdente                                         | Punteggio                     |
| Semifinale doppio maschile        | Bob Bryan [1] / Mike Bryan [1]              | Rohan Bopanna [14] / Édouard Roger-Vasselin [14] | 6–7(7–4), 6–4, 6–3, 5–7, 6–3  |
| Quarti di finale doppio misto     | Daniel Nestor [8] / Kristina Mladenovic [8] | Horia Tecău [2] / Sania Mirza [2]                | 7-6(7-5), 7-6(7-5)            |
| Quarti di finale doppio misto     | Jean-Julien Rojer / Vera Duševina           | Rohan Bopanna [7] / Jie Zheng [7]                | 6-3, 3-6, 6-3                 |
| Incontri sul No. 2 Court          |                                             |                                                  |                               |
| Turno                             | Vincitore                                   | Perdente                                         | Punteggio                     |
| Quarti di finale doppio misto     | Nenad Zimonjić [3] / Katarina Srebotnik [3] | Marcin Matkowski [11] / Květa Peschke [11]       | 7–6(12–10), 6–7(6–8), 6–4     |
| Semifinale doppio maschile        | Ivan Dodig [12] / Marcelo Melo [12]         | Leander Paes [4] / Radek Štěpánek [4]            | 3–6, 6–4, 6–1, 3–6, 6–3       |
| Quarti di finale doppio misto     | Bruno Soares [1] / Lisa Raymond [1]         | John Peers / Ashleigh Barty                      | 7-6(7-6), 7-6(7-4)            |
| Doppio maschile per invito senior | Pat Cash [1] / Mark Woodforde [1]           | Joakim Nyström / Mikael Pernfors                 | 6-2, Ritirati                 |

Teste di serie eliminate:
- Singolare femminile:  Agnieszka Radwańska [4], Kirsten Flipkens [20]
- Doppio maschile:  Leander Paes /  Radek Štěpánek [4],  Rohan Bopanna /  Édouard Roger-Vasselin [14]
- Doppio misto:  Horia Tecău /  Sania Mirza [2],  Rohan Bopanna /  Jie Zheng [7],  Marcin Matkowski /  Květa Peschke [11]

### 5 luglio (11º giorno)
Nell'11ª giornata si sono giocati gli incontri delle semifinali del singolare maschile, del doppio femminile e del doppio misto, in base al programma della giornata
| Incontri sui campi principali     | Incontri sui campi principali              | Incontri sui campi principali               | Incontri sui campi principali     |
| Incontri sul Centre Court         | Incontri sul Centre Court                  | Incontri sul Centre Court                   | Incontri sul Centre Court         |
| Turno                             | Vincitore                                  | Perdente                                    | Punteggio                         |
| --------------------------------- | ------------------------------------------ | ------------------------------------------- | --------------------------------- |
| Semifinali singolare maschile     | Novak Đoković [1]                          | Juan Martín del Potro [8]                   | 7–5, 4–6, 7–6(7–2), 6–7(6–8), 6–3 |
| Semifinali singolare maschile     | Andy Murray [2]                            | Jerzy Janowicz [24]                         | 62-7, 6-4, 6-4, 6-3               |
| Incontri sul No. 1 Court          |                                            |                                             |                                   |
| Turno                             | Vincitore                                  | Perdente                                    | Punteggio                         |
| Semifinali doppio femminile       | Ashleigh Barty [12] / Casey Dellacqua [12] | Anna-Lena Grönefeld [7] / Květa Peschke [7] | 7–6(8–6), 6–2                     |
| Semifinali doppio femminile       | Su-wei Hsieh [8] / Peng Shuai [8]          | Shūko Aoyama / Chanelle Scheepers           | 6–4, 6–3                          |
| Semifinali doppio misto           | Bruno Soares [1] / Lisa Raymond [1]        | Jean-Julien Rojer / Vera Duševina           | 6–4, 6–4                          |
| Doppio maschile per invito        | Greg Rusedski / Fabrice Santoro            | Richard Krajicek / Mark Petchey             | Walkover                          |
| Doppio maschile per invito senior | Jeremy Bates / Anders Järryd               | Peter McNamara / Paul McNamee               | 6–4, 6–2                          |

Teste di serie eliminate:
- Singolare maschile:  Juan Martín del Potro [8],  Jerzy Janowicz [24]
- Doppio femminile:  Anna-Lena Grönefeld /  Květa Peschke [7]
- Doppio misto:  Nenad Zimonjić /  Katarina Srebotnik [3]

### 6 luglio (12º giorno)
Nella 12ª giornata si sono giocate le finali del singolare femminile e del doppio maschile e femminile, in base al programma della giornata

#### Statistiche della finale femminile
| 6 luglio 2013 15:00 Finale femminile | Marion Bartoli [15] | 2 – 0 6-1, 6-4 | Sabine Lisicki [23] | Centre Court, Wimbledon spettatori: 22.000 Giudice di sedia: Eva Asderaki |

|     |                         |     |  |
| 67% | Prime di servizio       | 65% |  |
|     |                         |     |  |
| 6   | Doppi falli             | 5   |  |
|     |                         |     |  |
| 14  | Errori gratuiti         | 25  |  |
|     |                         |     |  |
| 15  | Vincenti                | 21  |  |
|     |                         |     |  |
| 2   | Aces                    | 6   |  |
|     |                         |     |  |
| 79% | Vincenti 1ª di servizio | 52% |  |
|     |                         |     |  |
| 37% | Vincenti 2ª di servizio | 39% |  |
|     |                         |     |  |
| 72  | Punti totali            | 51  |  |
|     |                         |     |  |
|     |                         |     |  |

| Incontri sui campi principali | Incontri sui campi principali      | Incontri sui campi principali                  | Incontri sui campi principali |
| Incontri sul Centre Court     | Incontri sul Centre Court          | Incontri sul Centre Court                      | Incontri sul Centre Court     |
| Turno                         | Vincitore                          | Perdente                                       | Punteggio                     |
| ----------------------------- | ---------------------------------- | ---------------------------------------------- | ----------------------------- |
| Finale singolare femminile    | Marion Bartoli [15]                | Sabine Lisicki [23]                            | 6-1, 6-4                      |
| Finale doppio maschile        | Bob Bryan [1] / Mike Bryan [1]     | Ivan Dodig [12] / Marcelo Melo [12]            | 3-6, 6-3, 6-4, 6-4            |
| Finale doppio femminile       | Su-wei Hsieh [8] / Peng Shuai [8]  | Ashleigh Barty [12] / Casey Dellacqua [12]     | 7-6(7-1), 6-1                 |
| Incontri sul No. 1 Court      |                                    |                                                |                               |
| Turno                         | Vincitore                          | Perdente                                       | Punteggio                     |
| Finale singolare ragazze      | Belinda Bencic [1]                 | Taylor Townsend [5]                            | 4-6, 6-1, 6-4                 |
| Doppio maschile per invito    | Barry Cowan / Cédric Pioline       | Wayne Ferreira / Chris Wilkinson               | 6–4, 6–2                      |
| Semifinali doppio ragazzi     | Enzo Couacaud / Stefano Napolitano | Kyle Edmund [1] / Frederico Ferreira Silva [1] | 6–4, 7–6(9–7)                 |
| Doppio maschile per invito    | Justin Gimelstob / Todd Martin     | Jonas Björkman / Todd Woodbridge               | 3–6, 6–2, [12–10]             |

Teste di serie eliminate:
- Singolare femminile:  Sabine Lisicki [23]
- Doppio maschile:  Ivan Dodig /  Marcelo Melo [12]
- Doppio femminile:  Ashleigh Barty /  Casey Dellacqua [12]

### 7 luglio (13º giorno)
Nella 13ª giornata si sono giocate le finali del singolare maschile e del doppio misto, in base al programma della giornata

#### Statistiche della finale maschile
| 7 luglio 2013 15:00 Finale maschile | Andy Murray [2] | 3 – 0 6–4, 7–5, 6–4 | Novak Đoković [1] | Centre Court, Wimbledon spettatori: 22.000 Giudice di sedia: Mohamed Lahyani |

|     |                         |     |  |
| 64% | Prime di servizio       | 65% |  |
|     |                         |     |  |
| 2   | Doppi falli             | 4   |  |
|     |                         |     |  |
| 21  | Errori gratuiti         | 40  |  |
|     |                         |     |  |
| 36  | Vincenti                | 31  |  |
|     |                         |     |  |
| 9   | Aces                    | 4   |  |
|     |                         |     |  |
| 72% | Vincenti 1ª di servizio | 59% |  |
|     |                         |     |  |
| 42% | Vincenti 2ª di servizio | 41% |  |
|     |                         |     |  |
| 114 | Punti totali            | 96  |  |
|     |                         |     |  |
|     |                         |     |  |

| Incontri sui campi principali            | Incontri sui campi principali               | Incontri sui campi principali       | Incontri sui campi principali |
| Incontri sul Centre Court                | Incontri sul Centre Court                   | Incontri sul Centre Court           | Incontri sul Centre Court     |
| Turno                                    | Vincitore                                   | Perdente                            | Punteggio                     |
| ---------------------------------------- | ------------------------------------------- | ----------------------------------- | ----------------------------- |
| Finale singolare maschile                | Andy Murray [2]                             | Novak Đoković [1]                   | 6–4, 7–5, 6–4                 |
| Finale doppio misto                      | Daniel Nestor [8] / Kristina Mladenovic [8] | Bruno Soares [1] / Lisa Raymond [1] | 5–7, 6–2, 8–6                 |
| Incontri sul No. 1 Court                 |                                             |                                     |                               |
| Turno                                    | Vincitore                                   | Perdente                            | Punteggio                     |
| Finale singolare ragazzi                 | Gianluigi Quinzi [6]                        | Chung Hyeon                         | 7–5, 7–6(7-2)                 |
| Finale doppio maschile per invito senior | Pat Cash / Mark Woodforde                   | Jeremy Bates / Anders Järryd        | 6–3, 6–3                      |
| Finale doppio femminile per invito       | Lindsay Davenport / Martina Hingis          | Jana Novotná / Barbara Schett       | 6–2, 6–2                      |
| Finale doppio maschile per invito        | Thomas Enqvist / Mark Philippoussis         | Greg Rusedski / Fabrice Santoro     | 7–6(8–6), 6–3                 |

Teste di serie eliminate:
- Singolare maschile:  Novak Đoković [1]
- Doppio misto:  Bruno Soares /  Lisa Raymond [1]

## Seniors

### Singolare maschile
Andy Murray ha sconfitto in finale  Novak Đoković per 6-4, 7-5, 6-4.
- È il secondo slam della carriera per Murray, primo a Wimbledon e quarto torneo dell'anno.
- È il primo britannico a vincere il torneo 77 anni dopo Fred Perry

### Singolare femminile
Marion Bartoli ha sconfitto in finale  Sabine Lisicki per 6-1, 6-4.
- È la prima vittoria in uno Slam per la Bartoli e l'ottavo titolo in carriera.

### Doppio maschile
Bob Bryan /  Mike Bryan hanno sconfitto in finale  Ivan Dodig /  Marcelo Melo per 3-6, 6-3, 6-4, 6-4.
- È il terzo slam dell'anno per i Bryan, il terzo titolo a Wimbledon, il quindicesimo titolo di uno slam, novantunesimo titolo in coppia e il nono titolo dell'anno.
- Con questo titolo i due detengono i quattro titoli dello slam, diventando la prima coppia maschile a completare il Grande Slam virtuale.

### Doppio femminile
Hsieh Su-wei /  Peng Shuai hanno sconfitto in finale  Ashleigh Barty /  Casey Dellacqua per 7-6(1), 6-1
- È il primo slam in carriera per le asiatiche, secondo titolo dell'anno.

### Doppio Misto
Daniel Nestor /  Kristina Mladenovic hanno sconfitto in finale  Bruno Soares /  Lisa Raymond per
5–7, 6–2, 8–6.
- È la prima vittoria del doppio misto a Wimbledon per entrambi.
- È il terzo titolo di uno Slam nel doppio misto per Nestor.

## Junior

### Singolare ragazzi
Gianluigi Quinzi ha sconfitto in finale  Chung Hyeon per 7-5, 7–6(2).
- Per Quinzi è il primo Slam in carriera.

### Singolare ragazze
Belinda Bencic ha sconfitto in finale  Taylor Townsend per 4-6, 6-1, 6-4.
- È il secondo titolo Slam consecutivo per la Bencic dopo la vittoria al Roland Garros.

### Doppio ragazzi
Thanasi Kokkinakis /  Nick Kyrgios hanno sconfitto in finale  Enzo Couacaud /  Stefano Napolitano per 6-2, 6-3.

### Doppio ragazze
Barbora Krejčíková /  Kateřina Siniaková hanno sconfitto in finale  Anhelina Kalinina /  Iryna Šymanovič per 6-3, 6-1.

## Tennisti in carrozzina

### Doppio maschile carrozzina
Stephane Houdet /  Shingo Kunieda hanno sconfitto in finale  Frederic Cattaneo /  Ronald Vink per 6-4, 6-2.

### Doppio femminile carrozzina
Jiske Griffioen /  Aniek van Koot hanno sconfitto in finale  Yui Kamiji /  Jordanne Whiley per 6-4, 7–6(4).

## Altri eventi

### Doppio maschile per invito
Thomas Enqvist /  Mark Philippoussis hanno sconfitto in finale  Greg Rusedski /  Fabrice Santoro per 7–6(6), 6–3.

### Doppio maschile per invito senior
Pat Cash /  Mark Woodforde hanno sconfitto in finale  Jeremy Bates /  Anders Järryd per 6-3, 6-3.

### Doppio femminile per invito
Lindsay Davenport /  Martina Hingis hanno sconfitto in finale  Jana Novotná /  Barbara Schett per 6-2, 6-2.

## Teste di serie nel singolare
La seguente tabella illustra le teste di serie dei tornei di singolare, assegnate in base al ranking del 18 giugno 2012, i giocatori che non hanno partecipato per infortunio, quelli che sono stati eliminati, e i loro punteggi nelle classifiche ATP e WTA al 25 giugno 2012 e al 9 luglio 2012. In corsivo i punteggi provvisori.
| Legenda colori             |
| Vincitore                  |
| Finalista                  |
| Semifinalista              |
| Quarti di finale           |
| Eliminati a 1T, 2T, 3T, 4T |
| Non partecipa              |

### Classifica singolare maschile
Le teste di serie maschili sono assegnate seguendo una classifica speciale data dalla somma dei seguenti fattori:
- Punti ATP al 17 giugno 2013.
- 100% dei punti ottenuti sull'erba negli ultimi dodici mesi.
- 75% dei punti ottenuti sull'erba nei dodici mesi ancora precedenti.

| Testa di serie | Ranking | Giocatore             | Punti | Punti da difendere | Punti conquistati | Nuovo Punteggio | Situazione                                     |
| -------------- | ------- | --------------------- | ----- | ------------------ | ----------------- | --------------- | ---------------------------------------------- |
| 1              | 1       | Novak Đoković         | 11830 | 720                | 1200              | 12310           | Sconfitto in finale da Andy Murray (2)         |
| 2              | 2       | Andy Murray           | 8560  | 1200               | 2000              | 9360            | Vittoria in finale contro Novak Đoković (1)    |
| 3              | 3       | Roger Federer         | 7740  | 2000               | 45                | 5785            | Eliminato al 2T da Sergiy Stakhovsky           |
| 4              | 4       | David Ferrer          | 7220  | 360                | 360               | 7220            | Eliminato ai QF da Juan Martín del Potro (8)   |
| 5              | 5       | Rafael Nadal          | 6895  | 45                 | 10                | 6860            | Eliminato al 1T da Steve Darcis                |
| 6              | 7       | Jo-Wilfried Tsonga    | 4155  | 720                | 45                | 3480            | Ritirato al 2T contro Ernests Gulbis           |
| 7              | 6       | Tomáš Berdych         | 4515  | 10                 | 360               | 4865            | Eliminato ai QF da Novak Đoković (1)           |
| 8              | 8       | Juan Martín del Potro | 3960  | 180                | 720               | 4500            | Eliminato in SF da Novak Đoković (1)           |
| 9              | 9       | Richard Gasquet       | 3135  | 180                | 90                | 3045            | Eliminato al 3T da Bernard Tomić               |
| 10             | 12      | Marin Čilić           | 2470  | 180                | 45                | 2335            | Ritirato prima del 2T contro Kenny de Schepper |
| 11             | 10      | Stan Wawrinka         | 2915  | 10                 | 10                | 2915            | Eliminato al 1T da Lleyton Hewitt              |
| 12             | 11      | Kei Nishikori         | 2495  | 90                 | 90                | 2495            | Eliminato al 3T da Andreas Seppi (23)          |
| 13             | 13      | Tommy Haas            | 2425  | 10                 | 180               | 2595            | Eliminato al 4T da Novak Đoković (1)           |
| 14             | 14      | Janko Tipsarević      | 2390  | 90                 | 10                | 2310            | Eliminato al 1T da Viktor Troicki              |
| 15             | 16      | Nicolás Almagro       | 2195  | 90                 | 90                | 2195            | Eliminato al 3T da Jerzy Janowicz (24)         |
| 16             | 18      | Philipp Kohlschreiber | 1885  | 360                | 10                | 1535            | Eliminato al 1T da Ivan Dodig                  |
| 17             | 15      | Milos Raonic          | 2225  | 45                 | 45                | 2225            | Eliminato al 2T da Igor Sijsling               |
| 18             | 21      | John Isner            | 1735  | 10                 | 45                | 1770            | Ritirato al 2T contro Adrian Mannarino         |
| 19             | 17      | Gilles Simon          | 2090  | 45                 | 10                | 2055            | Eliminato al 1T da Feliciano López             |
| 20             | 28      | Michail Južnyj        | 1415  | 360                | 180               | 1235            | Eliminato al 4T da Andy Murray                 |
| 21             | 19      | Sam Querrey           | 1810  | 90                 | 10                | 1730            | Eliminato al 1T da Bernard Tomić               |
| 22             | 20      | Juan Mónaco           | 1740  | 90                 | 90                | 1740            | Eliminato al 3T da Kenny de Schepper           |
| 23             | 26      | Andreas Seppi         | 1380  | 10                 | 180               | 1550            | Eliminato al 4T da Juan Martín del Potro (8)   |
| 24             | 22      | Jerzy Janowicz        | 1549  | 115                | 720               | 2154            | Eliminato in SF da Andy Murray (2)             |
| 25             | 25      | Benoît Paire          | 1450  | 90                 | 90                | 1450            | Eliminato al 3T da Łukasz Kubot                |
| 26             | 24      | Aleksandr Dolhopolov  | 1500  | 45                 | 90                | 1545            | Eliminato al 3T da David Ferrer (4)            |
| 27             | 23      | Kevin Anderson        | 1510  | 10                 | 90                | 1590            | Eliminato al 3T da Tomáš Berdych (7)           |
| 28             | 27      | Jérémy Chardy         | 1441  | 45                 | 90                | 1486            | Eliminato al 3T da Novak Đoković (1)           |
| 29             | 31      | Grigor Dimitrov       | 1330  | 45                 | 45                | 1330            | Eliminato al 2T contro da Grega Žemlja         |
| 30             | 30      | Fabio Fognini         | 1345  | 45                 | 10                | 1310            | Eliminato al 1T turno da Jürgen Melzer         |
| 31             | 32      | Julien Benneteau      | 1200  | 90                 | 45                | 1155            | Eliminato al 2T da Fernando Verdasco           |
| 32             | 29      | Tommy Robredo         | 1355  | 80                 | 90                | 1365            | Eliminato al 3T da Andy Murray (3)             |
| N/A            | 54      | Fernando Verdasco     | 825   | 90                 | 360               | 1095            | Eliminato ai QF da Andy Murray (2)             |
| N/A            | 130     | Łukasz Kubot          | 440   | 45                 | 360               | 755             | Eliminato ai QF da Jerzy Janowicz (24)         |

### Classifica singolare femminile
Le teste di serie femminili sono assegnate seguendo la classifica WTA al 17 giugno, eccetto nei casi in cui il comitato organizzatore, viste le potenzialità sull'erba di una determinata giocatrice, la includa nelle teste di serie per un tabellone più equilibrato.
| Testa di serie | Ranking | Giocatrice               | Punti | Punti da difendere | Punti conquistati | Nuovo Punteggio | Situazione                                       |
| -------------- | ------- | ------------------------ | ----- | ------------------ | ----------------- | --------------- | ------------------------------------------------ |
| 1              | 1       | Serena Williams          | 13615 | 2000               | 280               | 11895           | Eliminata al 4T da Sabine Lisicki (23)           |
| 2              | 2       | Viktoryja Azaranka       | 9625  | 900                | 100               | 8825            | Ritirata prima del 2T contro Flavia Pennetta     |
| 3              | 3       | Marija Šarapova          | 9415  | 280                | 100               | 9235            | Eliminata al 2T da Michelle Larcher de Brito (Q) |
| 4              | 4       | Agnieszka Radwańska      | 6465  | 1400               | 900               | 5965            | Eliminata in SF da Sabine Lisicki (23)           |
| 5              | 5       | Sara Errani              | 5335  | 160                | 5                 | 5180            | Eliminata al 1T da Mónica Puig                   |
| 6              | 6       | Li Na                    | 5155  | 100                | 500               | 5555            | Eliminata ai QF da Agnieszka Radwańska (4)       |
| 7              | 7       | Angelique Kerber         | 4770  | 900                | 100               | 3970            | Eliminata al 2T da Kaia Kanepi                   |
| 8              | 8       | Petra Kvitová            | 4435  | 500                | 500               | 4435            | Eliminata ai QF da Kirsten Flipkens (20)         |
| 9              | 9       | Caroline Wozniacki       | 3565  | 5                  | 100               | 3660            | Eliminata al 2T da Petra Cetkovská               |
| 10             | 10      | Marija Kirilenko         | 3471  | 500                | 5                 | 2976            | Eliminata al 1T da Laura Robson                  |
| 11             | 11      | Roberta Vinci            | 3060  | 280                | 280               | 3060            | Eliminata al 4T da Li Na (6)                     |
| 12             | 12      | Ana Ivanović             | 2920  | 280                | 100               | 2740            | Eliminata al 2T da Eugenie Bouchard              |
| 13             | 13      | Nadia Petrova            | 2660  | 160                | 5                 | 2505            | Eliminata al 1T da Karolína Plíšková             |
| 14             | 14      | Samantha Stosur          | 2905  | 100                | 160               | 2965            | Eliminata al 3T da Sabine Lisicki (23)           |
| 15             | 15      | Marion Bartoli           | 2775  | 100                | 2000              | 4675            | Vittoria in finale contro Sabine Lisicki (23)    |
| 16             | 16      | Jelena Janković          | 2830  | 5                  | 100               | 2925            | Eliminata al 2T da Vesna Dolonc                  |
| 17             | 17      | Sloane Stephens          | 2530  | 160                | 500               | 2870            | Eliminata ai QF da Marion Bartoli (15)           |
| 18             | 18      | Dominika Cibulková       | 2140  | 5                  | 160               | 2295            | Eliminata al 3T da Roberta Vinci (11)            |
| 19             | 19      | Carla Suárez Navarro     | 2165  | 5                  | 280               | 2440            | Eliminata al 4T da Petra Kvitová (8)             |
| 20             | 20      | Kirsten Flipkens         | 2038  | (32)               | 900               | 2906            | Eliminata in SF da Marion Bartoli (15)           |
| 21             | 21      | Anastasija Pavljučenkova | 1900  | 100                | 5                 | 1805            | Eliminata al 1T da Cvetana Pironkova             |
| 22             | 22      | Sorana Cîrstea           | 1760  | 160                | 100               | 1700            | Eliminata al 2T da Camila Giorgi                 |
| 23             | 23      | Sabine Lisicki           | 1750  | 500                | 1400              | 2650            | Sconfitta in finale da Marion Bartoli (15)       |
| 24             | 24      | Peng Shuai               | 1685  | 280                | 100               | 1505            | Eliminata al 2T da Marina Eraković               |
| 25             | 25      | Ekaterina Makarova       | 1682  | 100                | 160               | 1742            | Eliminata al 3T da Petra Kvitová (8)             |
| N/A            | 26      | Svetlana Kuznecova       | 1662  | 5                  | 0                 | 1657            | Non partecipa per un problema agli addominali    |
| 26             | 27      | Varvara Lepchenko        | 1566  | 160                | 5                 | 1411            | Eliminata al 1T da Eva Birnerová (Q)             |
| 27             | 28      | Lucie Šafářová           | 1560  | 5                  | 100               | 1655            | Eliminata al 2T da Karin Knapp                   |
| 28             | 29      | Tamira Paszek            | 1083  | 500                | 5                 | 588             | Eliminata al 1T da Alexandra Cadanțu             |
| 29             | 30      | Alizé Cornet             | 1545  | 100                | 160               | 1605            | Eliminata al 3T da Flavia Pennetta               |
| 30             | 31      | Mona Barthel             | 1500  | 5                  | 100               | 1695            | Eliminata al 2T da Madison Keys                  |
| 31             | 32      | Romina Oprandi           | 1490  | 100                | 5                 | 1395            | Ritirata al 1T contro Alison Riske (WC)          |
| 32             | 33      | Klára Koukalová          | 1300  | 160                | 160               | 1300            | Eliminata al 3T da Li Na (6)                     |
| N/A            | 46      | Kaia Kanepi              | 1281  | 0                  | 500               | 1781            | Eliminata ai QF da Sabine Lisicki (23)           |

## Punti e montepremi
Il montepremi complessivo è di 22.560.000£.
| Torneo              | Torneo              | V         | F       | SF      | QF      | 4T      | 3T     | 2T     | 1T     | Q  | Q3     | Q2    | Q1    |
| Singolare maschile  | Punti               | 2000      | 1200    | 720     | 360     | 180     | 90     | 45     | 10     | 25 | 16     | 8     | 0     |
| Singolare maschile  | Premi in denaro (£) | 1.600.000 | 800.000 | 400.000 | 205.000 | 105.000 | 63.000 | 32.000 | 23.500 | –  | 12.000 | 6.000 | 3.000 |
| Doppio maschile     | Punti               | 2000      | 1200    | 720     | 360     | 180     | 90     | 0      | –      | –  | –      | –     | –     |
| Doppio maschile     | Premi in denaro (£) | 300.000   | 150.000 | 75.000  | 37.500  | 20.000  | 12.000 | 7.750  | –      | –  | –      | –     | –     |
| Singolare femminile | Punti               | 2000      | 1400    | 900     | 500     | 280     | 160    | 100    | 5      | 60 | 50     | 40    | 2     |
| Singolare femminile | Premi in denaro (£) | 1.600.000 | 800.000 | 400.000 | 205.000 | 105.000 | 63.000 | 32.000 | 23.500 | –  | 12.000 | 6.000 | 3.000 |
| Doppio femminile    | Punti               | 2000      | 1400    | 900     | 500     | 280     | 160    | 5      | –      | –  | –      | –     | –     |
| Doppio femminile    | Premi in denaro (£) | 300.000   | 150.000 | 75.000  | 37.500  | 20.000  | 12.000 | 7.750  | –      | –  | –      | –     | –     |
| Doppio misto        | Punti               | –         | –       | –       | –       | –       | –      | –      | –      | –  | –      | –     | –     |
| Doppio misto        | Premi in denaro (£) | 92.000    | 46.000  | 23.500  | 10.500  | 5.200   | 2.600  | 1.300  | –      | –  | –      | –     | –     |